# Повелительница снов
Повелительница снов — роман Ирины Дедюховой, опубликован в сети в 2001 году и получил широкую известность. В 2003 году роман был выпущен в издательстве «Летний сад» и выдвинут на премию «Национальный бестселлер».
Название романа является аллюзией к известной казачьей песне «Ой, то не вечер», поскольку в первой части романа описываются быт и обычаи донских казаков, образ их жизни в советский период. В то же время «Повелительница снов» — это одно из имен королевы Маб, королевы фей в английском фольклоре.
Роман написан в конце 1990-х годов как осмысление исторического перелома, выпавшего на эти годы стране и её народу.

## Сюжет
Фабула романа представляет собой последовательность событий с момента рождения главной героини Вари да начала «лихих 90-х». Экспозиция романа расширяет фактическую сторону повествования — описанием жизни родителей Вари, её бабушки, то есть революционный период 1917 года и Великую Отечественную войну.
Несмотря на строгую последовательность событий из жизни главной героини, отражающих особенности 1960—1980-х годов повествование романа многослойно из-за идеи реинкарнации в главной героине — некого «Желтолицего», со своей историей жизни и смерти. Прошлая жизнь Желтолицего настолько переплетается с жизнью реальной Вари, что в момент кульминации это спасает её близких от бандитской разборки, типичной для начавшегося процесса передела собственности.
Как вкратце описывает сюжет романа Игорь Шевелев («Независимая газета», 2003): «„Повелительница снов“ Дедюховой, несмотря на успех в Интернете, читается в виде книги как вполне нормальная и, более того, замечательная эпическая проза. История нашей современницы рождения 60-х годов начинается историей родителей и продлена вплоть до наших дней, когда героиня со своим высшим техническим образованием окунается в муть бизнеса, чтобы прокормить себя и семью и не быть втоптанной в силос времени».
Многослойность сюжету придают аватары — прежние воплощения героини, рассказы о её родных. все это повествование сливается в яркое эпическое полотно романа.

## Жанровые и художественные особенности
По жанру роман можно отнести к магическому реализму, поскольку используемый автором художественный метод включает магические элементы и детали — в реалистическую картину мира.
Одновременно, это эпический роман прямой композиции, где основная сюжетная линия включает в себя всю вторую половину XX века. Присутствие элементов магического реализма позволяет автору использовать жанровую эклектику: от элементов плутовского романа до фэнтези.

### Образ России
В лирическом повествовании, затрагивающем и безвременье «лихих 90-х», звучит необычная для современной русской литературы, но обязательная для русской литературы в целом — тема Родины.
Поскольку вся «новейшая история» раскрывается на женских судьбах, и Россия предстает исполинской женщиной под звездным небом.

## Критика
Роман классической традиции, с некоторым налетом архаики в реалистической части, держится на очень симпатичном, подзабытом уже образе человека героического склада, женщины, которой тесно в мелкой современности. Прямая композиция сегодня выглядит одновременно архаично и свежо, поскольку вот уже сколько-то лет прозаики её избегают. А здесь — детство, юность, университеты и… аватары (прошлые жизни). Фантастика в эту систему вводится элегантно, с чувством юмора и меры, и выглядит на удивление органично. Дар сочетать осязаемо живое и всецело надуманное — особенность таланта писательницы. Ещё одна особенность — возвращение в прозаический обиход слова «душа», в эпоху символизма и разгула женской лирики надолго заброшенного на антресоли поэтического хлама. Налет оккультно-терминологического значения, который акцентирует писательница, возвращая слову непринужденность обращения, снимает въевшийся в него налет сентиментальности.
— Анна Кузнецова «Ежедневное чтение» - «Знамя» 2004, №10